# Aynur Doğan

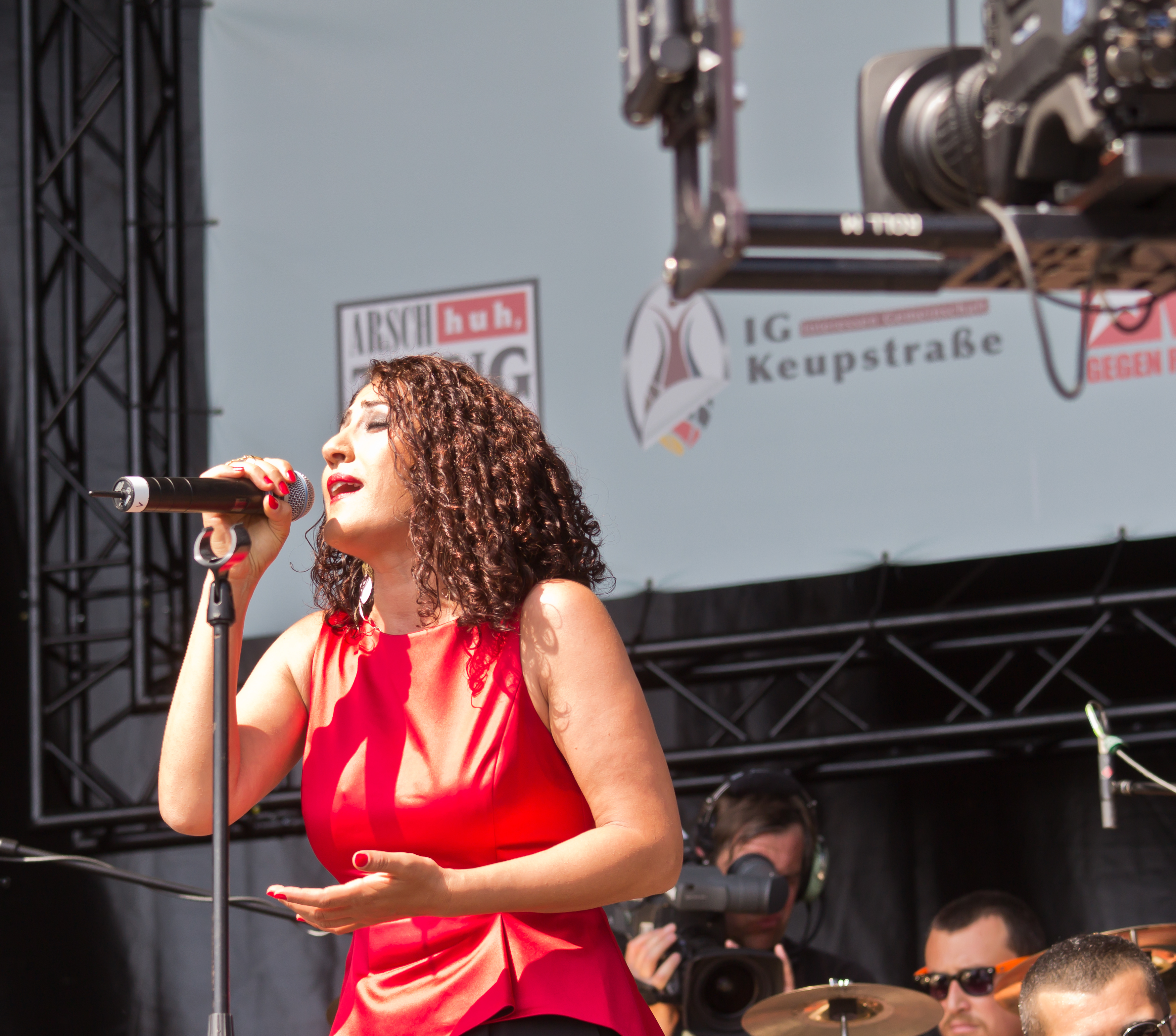
Aynur Doğan singt auf der Kundgebung Birlikte zum 10. Jahrestag des Nagelbombenanschlags in Köln

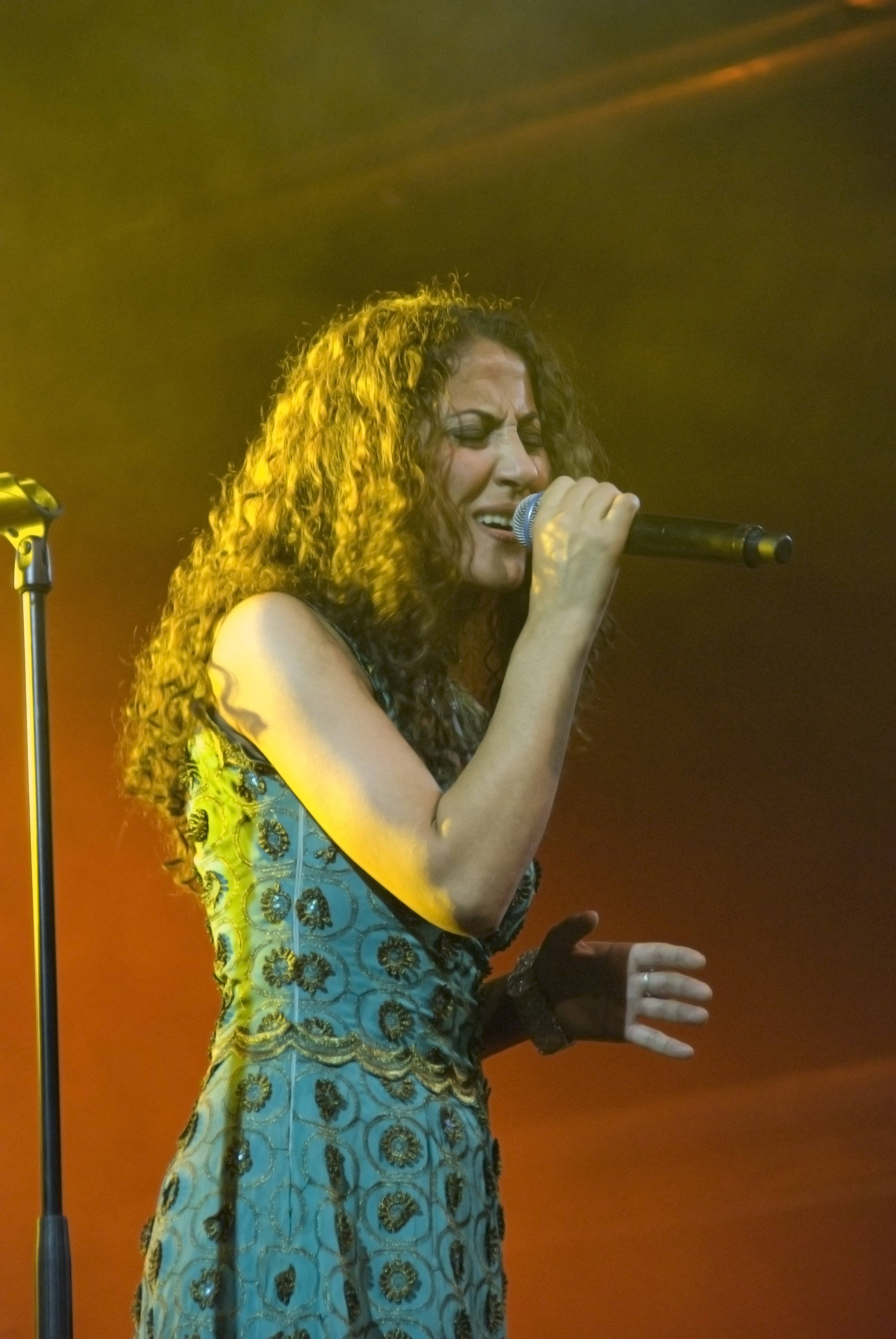
Aynur Doğan, 2008

Aynur Doğan (* 1. März 1975 in Çemişgezek) ist eine kurdische Sängerin aus der Türkei.

## Leben

### Jugend
Doğan wurde in der Provinz Tunceli in Ostanatolien geboren und ist alevitisch. Ihre Schulausbildung absolvierte sie in Tunceli, später in Elazığ. Anfang der neunziger Jahre zog sie mit ihrer Familie nach Istanbul, wo sie das Gymnasium abschloss.

### Karriere
Sie sagt, sie habe Musik erst in Istanbul kennengelernt – „im Dorf, wo man mit Schafen und Lämmern aufwächst“ habe es keine gegeben. Auf Anraten von Freunden schlug sie letztlich eine künstlerische Laufbahn ein. Doğan nahm Unterricht an der Arif Sağ Musikschule für Bağlama („Saz“) und Notenlesen in Istanbul. Später studierte sie Gesang bei Begüm Erdem und Aşkın Metiner an der ASM.
2001 kam ihr erstes Album Seyir heraus, sie nahm an Konzerten teil und arbeitete an Alben von Künstlern und Gruppen wie Metin-Kemal Kahraman, Grup Yorum, Lütfü Gültekin, Anjelika Akbar und Orient Expressions mit; auch Fernsehen und Kino lieh sie ihre Stimme. Bei Auftritten im In- und Ausland sang sie auf Kurdisch und Türkisch.
Unter Mitarbeit von Musikern wie Aykut Gürel, Serdar Ateşer, Kemal Sahir Gürel und Burhan Bayar erschien dann 2004 ihr Album Keçe Kurdan („Kurdisches Mädchen“), eine Kombination türkischer und kurdischer Volkslieder sowie neuer Kompositionen.
Schnell an die Spitze der kurdischen Musikalben gelangt, hat Keçe Kurdan große Aufmerksamkeit in der türkischen und internationalen Presse erregt. Die englische Zeitschrift „Folk Roots“ brachte das Album auf ihr Titelblatt. Aynurs Bild erschien auf der Titelseite einer Beilage des „London Time Magazine“ vom 21. März 2005 mit dem Titel „The Cultural Wealth of Turkey“.
15 Monate nachdem das Album Keçe Kurdan erschienen war, entschied die 6. Strafkammer von Diyarbakır, das Album zu verbieten, weil das gleichnamige Lied Frauen dazu ermutige, in die Berge zu gehen und sich für den (kurdischen) Separatismus zu engagieren. Das Urteil wurde jedoch im September 2005 wieder aufgehoben.
Durch Yavuz Turguls Film Gönül Yarası von 2005 wurde Doğan die erste Künstlerin, die in einem türkischen Film live kurdisch sang („Dar Hejiroke“). Auch in Fatih Akıns Dokumentar-Film Istanbul Hatırası („Crossing the Bridge“) aus demselben Jahr ist sie zu sehen. Ebenfalls in diesem Jahr trägt sie Lieder zu Kardeş Türkülers Album Bahar sowie Mikail Aslans Album Miraz (beide Kalan Müzik) bei. Im selben Jahr erschien ihr Album Nupel. Der Autorenfilmer Yüksel Yavuz verwendet ihr Lied Keçe Kurdan in seinem 2007 erschienenen Dokumentarfilm Close up Kurdistan.
Im September 2009 war Aynur Doğan Gast bei İbrahim Tatlıses in der Musikunterhaltungsserie Ibo Show. Dort sang sie bei einer Liveübertragung kurdische Lieder mit den Titeln Ahmedo („Mein Ahmet“) und Daw (türkisch ayran, „Buttermilch“). Zwei Jahre später verließ sie die Türkei, nachdem sie beim Istanbul International Jazz Festival von Nationalisten niedergeschrien und mit Sitzkisten beworfen worden war. Zurzeit (Anfang 2018) lebt sie in Amsterdam.
Zur Rezeption von Aynur Doğan im Deutschland des Jahres 2014 und ihrer Geschichte schrieb die FAZ im Juli 2014 im Feuilleton einen halbseitigen Artikel.

## Diskografie

### Alben
- 2001: Seyir
- 2004: Keçe Kurdan (türkisch Kürt Kizi „kurdisches Mädchen“)
- 2005: Nûpel (türkisch Yeni Sayfa, „neue Seite“)
- 2010: Rewend - Gocebe
- 2013: Hevra - Together
- Ateş Yanmayınca
- 2020: Hedûr - Solace of Time
- 2024: Rabe

### Livealben
- 2021: Lure (Live)

### Kollaborationen
- 2016: Hawniyaz (mit Kayhan Kalhor, Salman Gambarov & Cemîl Qoçgirî)

### Singles (Auswahl)
- 2004: Keçe Kurdan / Kürt Kızı
- 2004: Dar Hejiroke / İncir Ağacısın
- 2013: Min Digo Melê